# Ravnenes saga
Ravnenes saga (danski: "Saga gavranova") debitantski je studijski album danskog folk metal sastava Svartsot. Album je 2. studenog 2007. godine objavila diskografska kuća Napalm Records.

## Popis pjesama
| 1.    | »Gravøllet« (Bdijenje)                          | Cris J.S. Federiksen  | Frederiksen                             | 4:36 |
| 2.    | »Tvende ravne« (Dva gavrana)                    | Frederiksen           | Frederiksen, Michael Lundquist Andersen | 4:14 |
| 3.    | »Nidvisen« (Pjesma mržnje)                      | Frederiksen           | Frederiksen                             | 4:35 |
| 4.    | »Jotunheimsfærden« (Putovanje prema Jotunheimu) | Frederiksen           | Frederiksen                             | 4:03 |
| 5.    | »Bersærkergang« (Berserkeri)                    | Frederiksen           | Frederiksen, Andersen                   | 4:42 |
| 6.    | »Hedens døtre« (Kćeri vrištine)                 | Claus B. Gnudtzmann   | Frederiksen                             | 4:13 |
| 7.    | »Festen« (Gozba)                                | Frederiksen, Andersen | Frederiksen, Andersen                   | 3:14 |
| 8.    | »Spillemandens dåse« (Kutija putujućeg svirača) | Frederiksen           | Frederiksen                             | 3:40 |
| 9.    | »Skovens kælling« (Stara šumska vještica)       | Frederiksen           | Frederiksen                             | 3:03 |
| 10.   | »Skønne møer« (Lijepe djevice)                  | Frederiksen           | Frederiksen                             | 4:21 |
| 11.   | »Brages bæger« (Bragijev pehar)                 | Frederiksen           | Andersen                                | 3:05 |
| 12.   | »Havets plage« (Morska pošast)                  | Frederiksen           | Frederiksen                             | 2:15 |
| 46:01 |                                                 |                       |                                         |      |

| Bonus pjesme s digipak inačice | Bonus pjesme s digipak inačice | Bonus pjesme s digipak inačice | Bonus pjesme s digipak inačice | Bonus pjesme s digipak inačice | Bonus pjesme s digipak inačice | Bonus pjesme s digipak inačice | Bonus pjesme s digipak inačice | Bonus pjesme s digipak inačice | Bonus pjesme s digipak inačice |
| Br.                            | Skladba                        | Trajanje                       |                                |                                |                                |                                |                                |                                |                                |
| ------------------------------ | ------------------------------ | ------------------------------ | ------------------------------ | ------------------------------ | ------------------------------ | ------------------------------ | ------------------------------ | ------------------------------ | ------------------------------ |
| 13.                            | »Drekar«                       | 4:12                           |                                |                                |                                |                                |                                |                                |                                |
| 14.                            | »Hævnen«                       | 3:43                           |                                |                                |                                |                                |                                |                                |                                |
| 53:56                          |                                |                                |                                |                                |                                |                                |                                |                                |                                |

## Zasluge
| Svartsot - Claus B. Gnudtzmann – vokali - Cris J.S. Frederiksen – gitara, mandolina, prateći vokali - Stewart C. Lewis – zviždaljka, bodhrán, prateći vokali - Michael Lundquist Andersen – gitara, prateći vokali - Martin Kielland-Brandt – bas-gitara - Niels P. Thøgersen – bubnjevi, perkusija, prateći vokali | Ostalo osoblje - Jan "Örkki" Yrlund – naslovnica - Jacob Hansen – produkcija, snimanje, miksanje - Michael Hansen – inženjer zvuka - Peter In de Betou – mastering - Bardur Eklund – fotografija |